# ميخائيل بامبيرغر
ميخائيل بامبيرغر (بالإنجليزية: Michael Bamberger)‏ هو صحفي أمريكي، ولد في 15 أبريل 1960.